# Gens Metilia
La gens Metilia era una familia menor en la antigua Roma. Aunque se les puede encontrar a lo largo de la historia romana, y varios fueron tribunos de la plebe, a partir del siglo V a. C. ninguno de los Metilii alcanzó los cargos más altos del estado romano hasta la época imperial, cuando varios de ellos se convirtieron en cónsules.

## Origen
El nomen Metilius podría haber sido el praenomen Mettius, o quizás otro nomen, como el de gens Metia.
Los Metilii se mencionan como pertenecientes a una de las casas de Alba Longa que fueron a Roma tras la destrucción de su ciudad en el reinado de Tulo Hostilio, el tercer rey de Roma. Fueron admitidos en el senado, lo que implica que originalmente eran patricios, pero todos los Metilii mencionados durante la época de la República eran plebeyos.

## Miembros
- Espurio Metilio, tribuno de la plebe en 416 a. C., junto con su colega, Espurio Mecilio, intentaron aprobar una ley distribuyendo parte de las tierras públicas recientemente adquiridas a los plebeyos. A esta medida se opusieron los patricios, encabezados por Apio Claudio Craso, quien logró convencer a los demás tribunos de vetar la ley.[4][1][5]
- Marco Metilio, tribuno de la plebe en el 401 a. C., acusó a Lucio Verginio y Manio Sergio por haber permitido que su enemistad privada desembocara en una calamitosa derrota durante el sitio de Veyes el año anterior. Metilio y sus colegas continuaron presionando para que se distribuyera la tierra pública y prohibieron la recaudación del impuesto de guerra, con la esperanza de asegurar la aprobación de la ley.[6][7]
- Marco Metilio, tribuno de la plebe en 217 a. C., durante la segunda guerra púnica, promulgó la ley que otorgaba a Marco Minucio Rufo, el magister equitum, autoridad igual a la del dictador Quinto Fabio Máximo. En 212 a. C., fue legado del senado a los cónsules. Probablemente fue el autor de la lex Metilia de fullonibus, una ley que regula los materiales utilizados por los batidores.[8][9][10]
- Tito Metilio Croto, legado del pretor Apio Claudio Pulcro en el 215 a. C., enviado para llevar a los supervivientes de Cannas a Sicilia.[11][12]
- Publio Metilio Nepote, cónsul suffectus en el 91 d. C.[13][14]
- Publio Metilio Nepote, cónsul suffectus en el 103 d. C.[15]
- Marco Atilio Metilio Bradua, cónsul en el año 108 d. C., sirvió en varias ocasiones como gobernador de la Gran Bretaña romana, Germania Superior o Germania Inferior y Africa Proconsularis, bajo los emperadores Trajano y Adriano.[16]
- Publio Metilio Secundo, cónsul sufecto en el 123 d. C.[14]
- Marcus Atilius Metilius Bradua Caucidius Tertullus Claudius Atticus Vibullius Pollio Gauidius Latiaris Atrius Bassus, gobernador de África Proconsular bajo el emperador Antonino Pío.[17]
- Marco Metilio Aquilio Régulo Nepote Volusio Torcuato Frontón, cónsul en el año 157 d. C.[14]